# Marataízes
Marataízes är en kommun i Brasilien.   Den ligger i delstaten Espírito Santo, i den sydöstra delen av landet, 900 km sydost om huvudstaden Brasília. Antalet invånare är 34 147. Arean är 133 kvadratkilometer.
Terrängen i Marataízes är platt.
Följande samhällen finns i Marataízes:
- Marataizes

Omgivningarna runt Marataízes är en mosaik av jordbruksmark och naturlig växtlighet.